# コルガン・エア9446便墜落事故
コルガン・エア9446便墜落事故は、2003年8月26日に発オールバニ国際空港行コルガン・エア9446便（ビーチクラフト 1900D）が離陸直後にヤーマスの海岸から100ヤード (91 m)沖の海に墜落し、2名のパイロットが共に死亡した事故である:85。

## 事故機

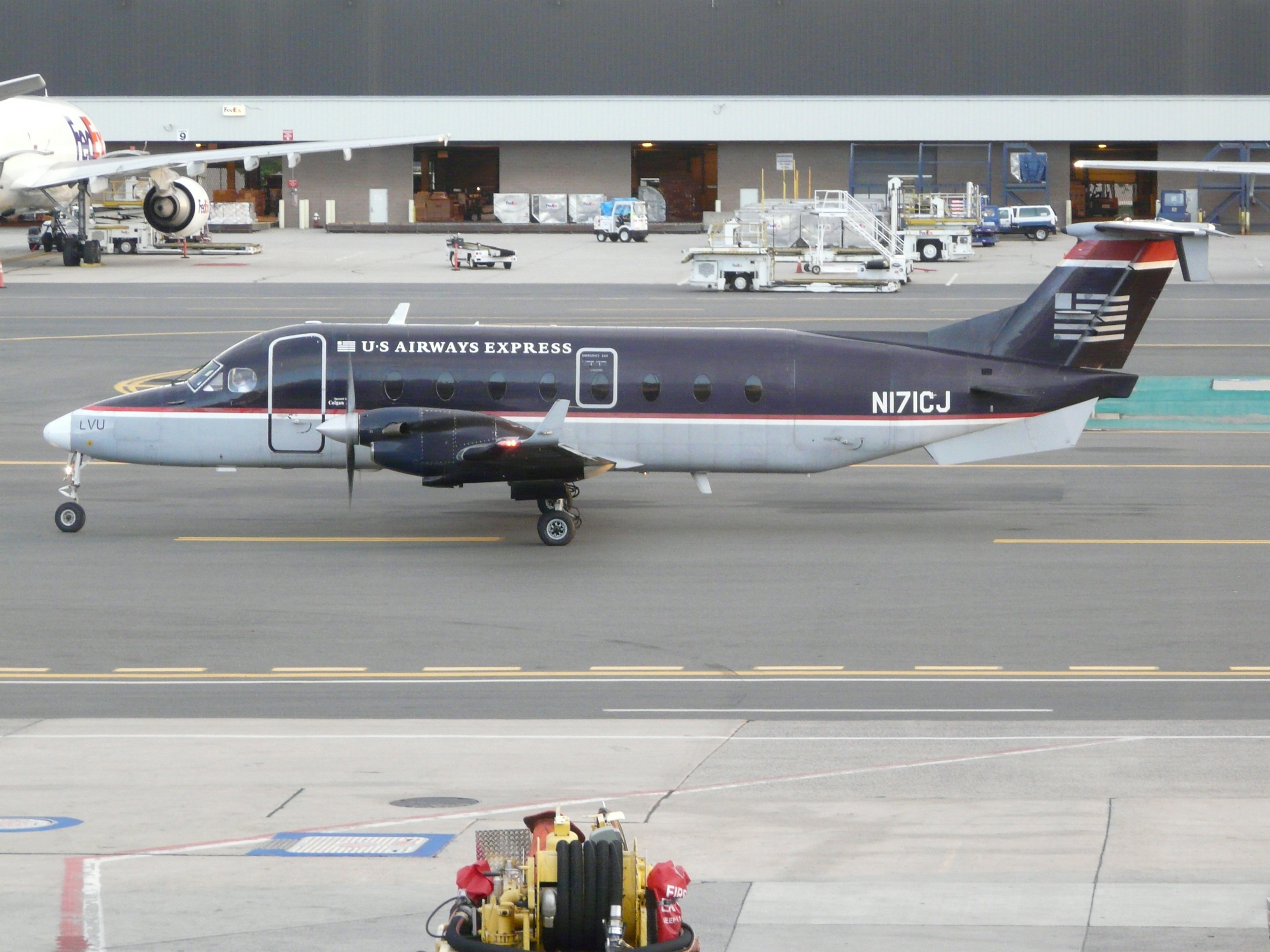
同型機のビーチクラフト 1900D

事故機のビーチクラフト 1900D（N240CJ）は、2基のプラット・アンド・ホイットニー・カナダ PT6A-67Dを搭載しており、1993年に初飛行した。事故までには16,503時間、24637サイクルの飛行を経験していた。また、事故機はコルガン・エアがUSエアウェイズ・エクスプレス便として運航するための機材だった。

## 事故の経緯

### 保守点検
事故機は2003年8月23日に保守点検（後部胴体と尾翼に関わる点検）を実施した。しかし、一部作業は翌日の8月24日朝に延期された。事故機は24日に10回の飛行を行い、点検が夕方に再開され、8月26日に完了した。この点検で両側のエレベータ・トリム・アクチュエータが交換された。しかし、エアライン・メンテナンス・マニュアル（AMM）の手順をスキップし、ケーブルを前方ケーブルプーリシステムに通す際にケーブルの向きを補助するためのリード線を使用しなかった。さらに、AMMにはエレベータ・トリム・ドラムが間違って描写されており、ドラム周囲のケーブルの向きの描写はあいまいであった。

### 墜落まで
9446便は、回送便として臨時に運航された便だった。8月26日の夕方、事故機はオールバニに向かうため から離陸しようとしていた。離陸する前に機長は点検でエレベータ・トリム・アクチュエータが交換されたことを知ったものの、チェックリストにある昇降舵の確認は行わなかった。
9446便は15時40分（ET）に滑走路24から離陸した。離陸直後にエレベータのピッチトリム角が意図せず1.5度の機首下げから3度の機首下げに動いた。10秒後にエレベータトリムは7度まで動き、最後までこの状態だった。パイロットは緊急事態を宣言し、「トリムの異常」を報告した。9446便は左旋回しながら約1,100フィート (340 m)まで上昇した。パイロットは滑走路33への着陸を要求し、管制官はすべての滑走路への着陸を許可した。9446便は滑走路を目指したが、機体は急激に高度を落とし、30度の機首下げ姿勢で水面に激突した。9446便は、空港から100ヤード (91 m; 300 ft)地点の水深約18フィート (5.5 m)の海に墜落し、乗員2名が死亡した。

## 事故原因
国家運輸安全委員会（NTSB）が事故調査を行った 。

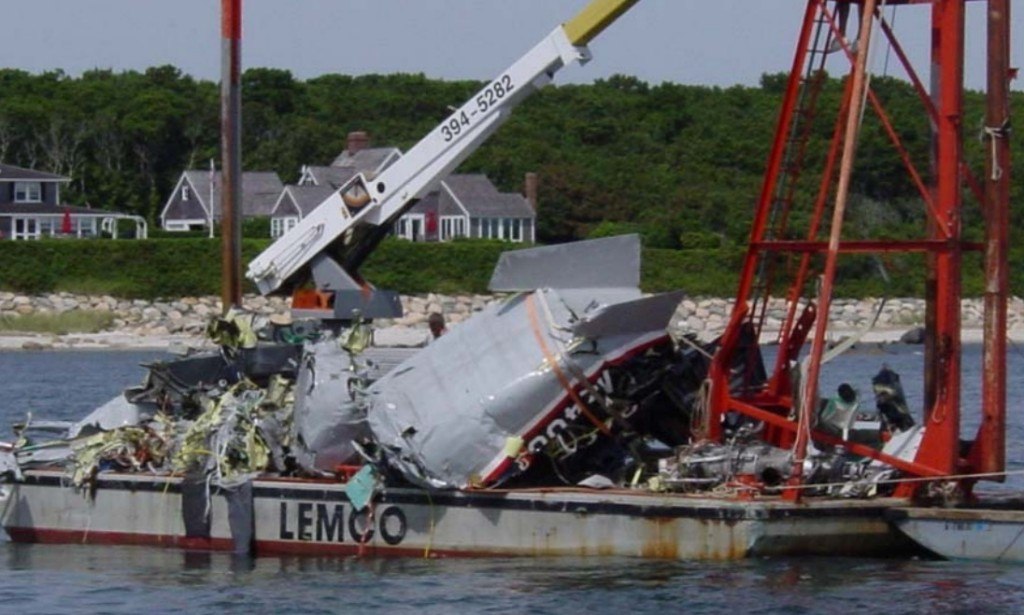
回収された9446便の残骸

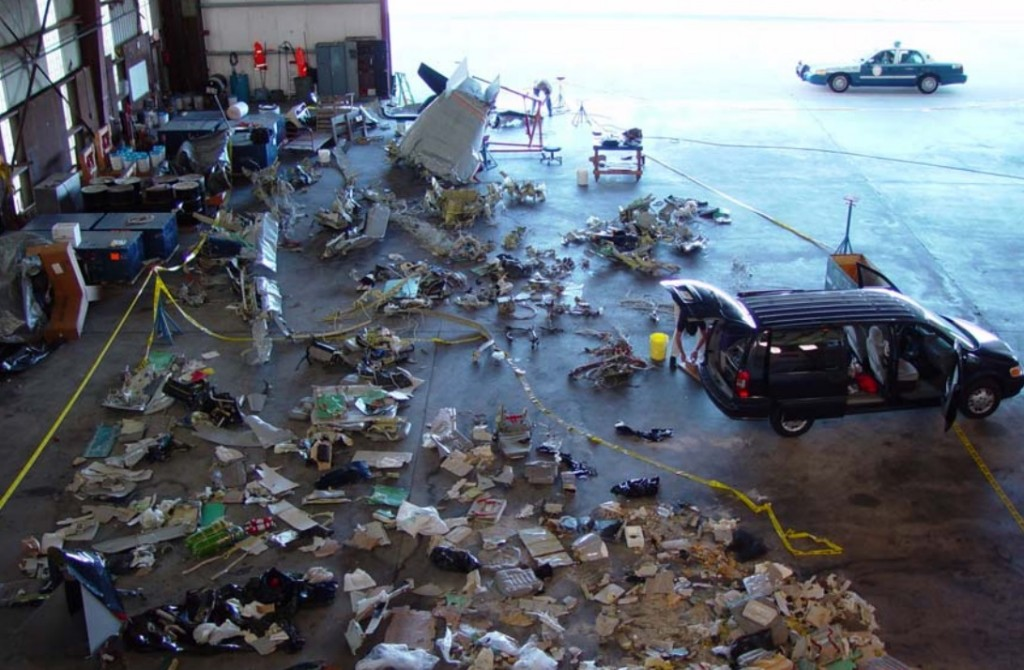
残骸の全容

NTSBは、9446便が点検でエレベータ・トリム・ケーブルを交換した後の初めての飛行であったことに注目し、メンテナンス担当者がメンテナンス手順を省略していたことを突き止めた。AMMにはエレベータ・トリム・ドラムが逆向きに描かれていた。ドラムを逆向きに取り付けることはできないが、ケーブルをドラムに誤って配線しトリムシステムを逆転させることができた。AMMの図ではノーズアップトリムタブケーブルがドラムの前側ではなく後ろ側から引き出されるように描かれていた。同様にノーズダウントリムタブケーブルは後ろ側ではなく前側から引き出されるように描かれていた。その結果、コックピット内のトリムタブは正常に作動していたが、尾翼のトリムホイールがトリムタブとは正反対に動くようになっていた。
また、機長が離陸前に昇降舵の確認を含むプリフライト・チェックリストを行わなかったために、パイロットがメンテナンスエラーに気づかなかったと述べた。パイロットは手動でトリムを機首上げ位置に設定したが、メンテナンス不良により、実際はトリムが完全な機首下げ状態になっていた。
調査官はフライト・シミュレータで9446便と同様のトリム設定で6回離陸を試した。5回は離陸直後に墜落し、1回は離陸して上昇できたが着陸前に墜落した 。
NTSBは2004年8月31日に最終報告書を提出した。NTSBは、事故原因は不適切な昇降舵の点検及びケーブルの交換と、点検後の確認不足だとした。また事故に寄与した要因としてパイロットがチェックリストに従わなかったことと、ビーチクラフト社がエレベータ・ドラムについて誤った記載をしたことをあげた。
NTSBの最終報告が公表された後、Aero News Networkは、ビーチクラフト 1900Dのメンテナンス・マニュアルが原因で過去に2件の事故を起こしていたことを明らかにした。しかし、ビーチクラフトの親会社のレイセオン社は、9446便の墜落事故に対する非難を否定し、ビーチクラフト社の広報は、コルガン・エアの作業員のミスがなければ事故は起きなかっただろうと述べた。

## 映像化
- メーデー!:航空機事故の真実と真相 第22シーズン第7話「Pitch Battle」